# MUSIC COLOSSEUM
『MUSIC COLOSSEUM』（ミュージック・コロシアム）は、Kis-My-Ft2の6作目のオリジナル・アルバム。2017年5月3日にavex traxから発売された。

## 解説
アルバムのタイトルには、Kis-My-Ft2の7人ならではの「新たな"MUSIC"の形に挑んでいく」という意味が込められている。自身初の試みとしてメンバーそれぞれが1曲ずつ担当し、選曲・歌詞・アレンジ・歌割りまで制作に携わった。なおアルバム発売時点では誰がどの曲を担当したかは明らかにされていなかったが、2021年放送のKis-My-Ft2が番組MCを務める「ザ少年倶楽部プレミアム」で明かされた。
初回生産限定盤A（CD+DVD）、初回生産限定盤B（CD+DVD）、通常盤（CD）の3形態で発売。初回生産限定盤Aには今作のリード曲「EXPLODE」のMVが収録されている。この曲は前作シングル『INTER』に収録された「Tonight」のMVと2部構成であり、振付けにはハカダンスが取り入れられている。初回生産限定盤Bには、"音を楽しむ = 音楽"の可能性を追求した映像『ボクらのミュージックコロシアム』が収録され、玉森裕太演じるたまっちの冒険をメンバーのパフォーマンスとともに描いている。8楽曲が組み込まれたこの組曲は二階堂高嗣を中心に3ヶ月かけて制作された。通常盤には北山、藤ヶ谷、玉森のソロ曲など4曲のボーナストラックが収録される。
今作は、前作までと違いOvertureの表記の仕方が変わり歌詞がある。前作までのボーナストラックは初回盤の最後の曲の後ろに置かれていたが今回作では間に置かれている。今作にはユニット曲が存在しない。

## 成績・評価
2017年5月15日付オリコン週間アルバムランキングで初週20.6万枚売上げて1位を獲得した。7作連続7作目の首位であり、1stアルバムから7作連続で初週20万枚以上を売上げたのは歴代3組目。また5月15日付Billboard JAPAN総合アルバムチャートでは初週18.5万枚を売上げて1位となった。
RO69のレビューで粉川しのは、本作を「攻めの一作」であり「傑作」と呼んだ。粉川によると、アルバム序盤 はEDMをベースにしたロックやファンク、歌謡曲を畳みかけることで攻めの姿勢を強調し、一転して中盤 は王道の応援ソングや夏らしいメドレーが続く。そしてその流れを本作のインタールードともいえるコミックチューンとバラッド で変えると、後半 はJヒップホップやグループサウンズ、ロックで「攻めを貫くフィナーレ」を迎える。また前作に比べると、メンバーの個性を生かしてソロ曲やユニット曲で差別化を図るのではなく、7人それぞれがグループの曲をプロデュースすることでその個性がグループに「集約・結束」されているのが強みだと評した。

## 収録内容

### CD
※は通常盤のみ収録。シングル曲の詳細はそのページを参照。
1. Overture 〜Music Colosseum〜［2:37］
作詞：KAJI KATSURA、作曲・編曲：渡辺泰司、Bass Arrengement：人時
  - 二階堂高嗣プロデュース曲

Kis-My-Ft2のアルバムのOvertureとしては唯一表記が異なり、歌詞が存在する。
2. EXPLODE［5:08］
作詞：栗原暁 (Jazzin' park)，SUNNY BOY、作曲：Fredric "Figge" Boström，Pontus Soderqvist、編曲：久保田真悟 (Jazzin park)，Tasuku Maeda
  - 本作のリードトラック

PVのテーマは"WILD & STRONG"[1]。
3. VersuS［3:58］
作詞：KOMU、作曲：Erik Lidbom，イワツボコーダイ、編曲：HIKIE，Erik Lidbom
  - 横尾渉プロデュース曲
4. いいね!［4:10］
作詞：ケリー、作曲：Stephan Elfgren、編曲：石塚知生
  - 玉森裕太プロデュース曲
5. レッツゴー!!［3:42］
作詞：Komei Kobayashi、作曲：Takuya Harada，Christofer Erixon、編曲：CHOKKAKU
  - 映画『レゴ (R) バットマン ザ・ムービー』日本語吹替版主題歌
  - 本作初回生産限定盤B特典DVD収録SPECIAL MOVIE挿入歌
6. SEVEN WISHES［4:27］
  - 18thシングル『INTER』の3曲目
7. 優しい雨※［4:57］- 北山宏光
作詞・作曲：HusiQ.K，編曲：山下和彰、Chorus Arrengement：Ko-saku
8. One Kiss［3:26］
作詞：Ryohei Yamamoto、作曲：Greg Bonnick，Hayden Chapman，Adrian Mckinnon，川口進、編曲：LDN noise、Piano Arrengement：LDN noise，POCHI
9. Sha la la☆Summer Time [3:53]
  - 17thシングル
10. Camellia※［4:41］- 玉森裕太
作詞：MiNE、作曲：Andreas Ohrn，Henrik Smith，MiNE、編曲：Andreas Ohrn，Henrik Smith，ha-j
11. Baby Love※［4:19］
作詞：Kanata Okajima、作曲：GRP，イワツボコーダイ、編曲：鈴木雅也
12. キスしちゃうぞ［3:25］
作詞：ワタナベハジメ、作曲：山田竜平、編曲：h-wonder
  - 宮田俊哉プロデュース曲
13. Life is Beautiful 〜大切なあなたへ〜※［3:51］- 藤ヶ谷太輔
作詞：藤ヶ谷太輔、作曲：SHIBU，YU-G、編曲：SHIBU、Additioal Arrengement：榊原大
14. 君のいる世界［5:18］
  - 18thシングルの2曲目
15. Bang! Bang! BURN!［3:33］
作詞：故月みなと，ma-saya，山田竜平，内野歩、作曲：山田竜平，内野歩、編曲：木之下慶行
  - 北山宏光プロデュース曲
16. r.a.c.e.［4:15］
作詞：AKIRA，作曲：STEVEN LEE，Drew Ryan Scott，Andreas Stone Johansson，Tomas Cederholm、編曲：吉岡たく
  - 千賀健永プロデュース曲
17. Tonight［4:03］
  - 18thシングルの1曲目
18. Dream on［5:12］
作詞・作曲：竹内雄彦、編曲：千葉純治，竹内雄彦
  - 藤ヶ谷太輔プロデュース曲

### DVD

#### 初回生産限定盤A
1. EXPLODE〈MUSIC VIDEO〉
2. EXPLODE〈MUSIC VIDEOメイキングドキュメント〉
3. KIS-MY-TV 〜キスマイコロシアム〜

#### 初回生産限定盤B
1. 組曲『ボクらのミュージックコロシアム』〈SPECIAL MOVIE〉
  1. Overture 〜Music Colosseum〜（Instrumental）
  2. 俺の味 VS PURE LOVE - 横尾渉 VS 千賀健永
    - 俺の味 - 横尾渉
作詞・作曲・編曲：浅利進吾
17thシングル初回生産限定盤Aカップリング「スナック SHOW和」収録曲「涙酒」の歌詞を変更した楽曲。
    - PURE LOVE - 千賀健永
作詞・作曲・編曲：浅利進吾

  3. ヲタクだったってIt’s Alright! 〜外伝〜 VS Sexy Peach - 宮田俊哉 VS 藤ヶ谷太輔
    - ヲタクだったってIt’s Alright! 〜外伝〜 - 宮田俊哉
作詞・作曲：前山田健一、編曲：宇佐美宏、口上：宮田俊哉
5thアルバム「I SCREAM」完全生産限定 4cups盤収録曲「ヲタクだったってIt’s Alright!」の歌詞を一部変更した楽曲。
    - Sexy Peach - 藤ヶ谷太輔
作曲・編曲：浅利進吾

  4. Touch - 藤ヶ谷太輔・玉森裕太
作詞：Komei Kobayashi、作曲・編曲：Andreas Ohrn，Christoffer Lauridsen
    - 17thシングル通常盤カップリング

  5. ジョッシー松村のSCREAM VS チャラくNIGHT? - 二階堂高嗣 VS 北山宏光
    - ジョッシー松村のSCREAM - 二階堂高嗣
作詞 : ジョッシー松村、作曲 : Erik Smaaland、編曲 : Cube Juice
      - 5thアルバム完全生産限定 4cups盤収録曲

    - チャラくNIGHT? - 北山宏光
作詞・作曲・編曲：浅利進吾
      - 17thシングル初回生産限定盤Aカップリング「スナック SHOW和」収録曲

  6. レッツゴー!!
2. 組曲『ボクらのミュージックコロシアム』〈SPECIAL MOVIEドキュメント〉

### シリアル動画
※通常盤（初回出荷分）のみ
- KIS-MY-MISSION

## 収録作品
| 楽曲タイトル                         | 収録                                                                          | 収録                                                                                |
| ------------------------------------ | ----------------------------------------------------------------------------- | ----------------------------------------------------------------------------------- |
| Overture ～Music Colosseum～         | CDアルバム                                                                    | 『MUSIC COLOSSEUM』                                                                 |
| EXPLODE                              | CDアルバム                                                                    | 『MUSIC COLOSSEUM』                                                                 |
| EXPLODE                              | ミュージック・ビデオ                                                          | 『MUSIC COLOSSEUM』〈初回生産限定盤A〉                                              |
| EXPLODE                              | ライブ映像                                                                    | 『LIVE TOUR 2017 MUSIC COLOSSEUM』                                                  |
| EXPLODE                              | ライブ映像                                                                    | 『LIVE TOUR 2020 To-y2』                                                            |
| EXPLODE                              | CD （スペシャルエディット）                                                   | 『LIVE TOUR 2020 To-y2』〈通常盤DVD〉                                               |
| EXPLODE                              | ミュージック・ビデオ                                                          | 『BEST of Kis-My-Ft2』〈初回盤A〉                                                   |
| VersuS                               | CDアルバム                                                                    | 『MUSIC COLOSSEUM』                                                                 |
| VersuS                               | ライブ映像                                                                    | 『LIVE TOUR 2017 MUSIC COLOSSEUM』                                                  |
| VersuS                               | ライブ映像                                                                    | 『BEST of Kis-My-Ft2』〈通常盤〉                                                    |
| いいね!                              | CDアルバム                                                                    | 『MUSIC COLOSSEUM』                                                                 |
| いいね!                              | ライブ映像                                                                    | 『LIVE TOUR 2017 MUSIC COLOSSEUM』                                                  |
| レッツゴー!!                         | CDアルバム                                                                    | 『MUSIC COLOSSEUM』                                                                 |
| レッツゴー!!                         | スペシャル・ムービー                                                          | 『MUSIC COLOSSEUM』〈初回生産限定盤B〉 （組曲「ボクらのミュージックコロシアム」内） |
| レッツゴー!!                         | ライブ映像                                                                    | 『LIVE TOUR 2017 MUSIC COLOSSEUM』                                                  |
| SEVEN WISHES                         | CDシングル                                                                    | 『INTER』                                                                           |
| SEVEN WISHES                         | CDアルバム                                                                    | 『MUSIC COLOSSEUM』                                                                 |
| SEVEN WISHES                         | ライブ映像                                                                    | 『LIVE TOUR 2017 MUSIC COLOSSEUM』                                                  |
| SEVEN WISHES                         | CDアルバム                                                                    | 『BEST of Kis-My-Ft2』                                                              |
| 優しい雨                             | CDアルバム                                                                    | 『MUSIC COLOSSEUM』〈通常盤〉                                                       |
| 優しい雨                             | ライブ映像                                                                    | 『LIVE TOUR 2018 Yummy!! you&me』                                                   |
| 優しい雨                             | CD （スペシャルエディット）                                                   | 『LIVE TOUR 2018 Yummy!! you&me』〈初回盤〉                                         |
| One Kiss                             | CDアルバム                                                                    | 『MUSIC COLOSSEUM』                                                                 |
| One Kiss                             | ライブ映像                                                                    | 『LIVE TOUR 2017 MUSIC COLOSSEUM』                                                  |
| One Kiss                             | ライブ映像                                                                    | 『BEST of Kis-My-Ft2』〈通常盤〉                                                    |
| One Kiss                             | ライブ映像                                                                    | 『Two as One』〈ファンクラブ限定盤〉 （Kis-My-Ftに逢えるde Show 2022）              |
| One Kiss                             | ライブ映像                                                                    | 『Kis-My-Ftに逢えるde Show 2022 in DOME』                                           |
| Sha la la☆Summer Time                | CDシングル                                                                    | 『Sha la la☆Summer Time』                                                           |
| Sha la la☆Summer Time                | ミュージック・ビデオ                                                          | 『Sha la la☆Summer Time』〈初回生産限定盤A〉                                        |
| Sha la la☆Summer Time                | スピンオフ・ミュージック・ビデオ （「Sha la la☆スピンオフ ～LAST SCREAM～」） | 『Sha la la☆Summer Time』〈初回生産限定盤B〉                                        |
| Sha la la☆Summer Time                | ライブ映像                                                                    | 『CONCERT TOUR 2016 I SCREAM』                                                      |
| Sha la la☆Summer Time                | CDアルバム                                                                    | 『MUSIC COLOSSEUM』                                                                 |
| Sha la la☆Summer Time                | ライブ映像                                                                    | 『LIVE TOUR 2017 MUSIC COLOSSEUM』                                                  |
| Sha la la☆Summer Time                | CDアルバム                                                                    | 『BEST of Kis-My-Ft2』                                                              |
| Sha la la☆Summer Time                | ミュージック・ビデオ                                                          | 『BEST of Kis-My-Ft2』〈初回盤A〉                                                   |
| Camellia                             | CDアルバム                                                                    | 『MUSIC COLOSSEUM』〈通常盤〉                                                       |
| Baby Love                            | CDアルバム                                                                    | 『MUSIC COLOSSEUM』〈通常盤〉                                                       |
| キスしちゃうぞ                       | CDアルバム                                                                    | 『MUSIC COLOSSEUM』                                                                 |
| キスしちゃうぞ                       | ライブ映像                                                                    | 『LIVE TOUR 2017 MUSIC COLOSSEUM』                                                  |
| Life is Beautiful ～大切なあなたへ～ | CDアルバム                                                                    | 『MUSIC COLOSSEUM』〈通常盤〉                                                       |
| 君のいる世界                         | CDシングル                                                                    | 『INTER』                                                                           |
| 君のいる世界                         | ミュージック・ビデオ                                                          | 『INTER』〈初回生産限定盤B〉                                                        |
| 君のいる世界                         | CDアルバム                                                                    | 『MUSIC COLOSSEUM』                                                                 |
| 君のいる世界                         | ライブ映像                                                                    | 『LIVE TOUR 2017 MUSIC COLOSSEUM』                                                  |
| 君のいる世界                         | CDアルバム                                                                    | 『BEST of Kis-My-Ft2』                                                              |
| 君のいる世界                         | ミュージック・ビデオ                                                          | 『BEST of Kis-My-Ft2』〈初回盤A〉                                                   |
| Bang! Bang! BURN!                    | CDアルバム                                                                    | 『MUSIC COLOSSEUM』                                                                 |
| Bang! Bang! BURN!                    | ライブ映像                                                                    | 『LIVE TOUR 2017 MUSIC COLOSSEUM』                                                  |
| Bang! Bang! BURN!                    | ライブ映像                                                                    | 『For dear life』                                                                   |
| r.a.c.e.                             | CDアルバム                                                                    | 『MUSIC COLOSSEUM』                                                                 |
| r.a.c.e.                             | ライブ映像                                                                    | 『LIVE TOUR 2017 MUSIC COLOSSEUM』                                                  |
| r.a.c.e.                             | ライブ映像                                                                    | 『LIVE TOUR 2021 HOME』                                                             |
| Tonight                              | CDシングル                                                                    | 『INTER』                                                                           |
| Tonight                              | ミュージック・ビデオ                                                          | 『INTER』〈初回生産限定盤A〉                                                        |
| Tonight                              | CDアルバム                                                                    | 『MUSIC COLOSSEUM』                                                                 |
| Tonight                              | ライブ映像                                                                    | 『LIVE TOUR 2017 MUSIC COLOSSEUM』                                                  |
| Tonight                              | ライブ映像                                                                    | 『LIVE TOUR 2018 Yummy!! you&me』                                                   |
| Tonight                              | CD （スペシャルエディット）                                                   | 『LIVE TOUR 2018 Yummy!! you&me』〈初回盤〉                                         |
| Tonight                              | ライブ映像                                                                    | 『君を大好きだ』〈EXTRA盤〉 （LIVE TOUR 2018 YOU&ME Extra Yummy!!）                 |
| Tonight                              | CDアルバム                                                                    | 『BEST of Kis-My-Ft2』                                                              |
| Tonight                              | ミュージック・ビデオ                                                          | 『BEST of Kis-My-Ft2』〈初回盤A〉                                                   |
| Tonight                              | ライブ映像                                                                    | 『Two as One』〈ファンクラブ限定盤〉 （Kis-My-Ftに逢えるde Show 2022）              |
| Tonight                              | ライブ映像                                                                    | 『For dear life』                                                                   |
| Dream on                             | CDアルバム                                                                    | 『MUSIC COLOSSEUM』                                                                 |
| Dream on                             | ライブ映像                                                                    | 『LIVE TOUR 2017 MUSIC COLOSSEUM』                                                  |
| Dream on                             | ライブ映像                                                                    | 『For dear life』                                                                   |